# Danilo Petrucci

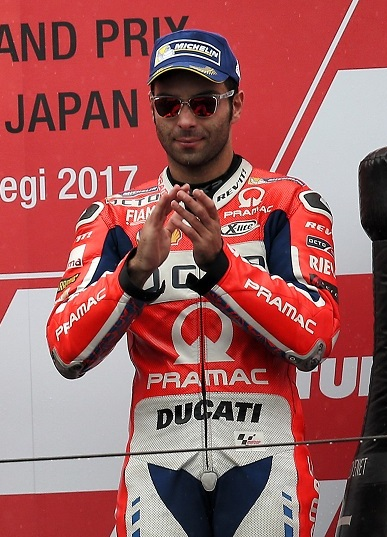
Danilo Petrucci 2017.

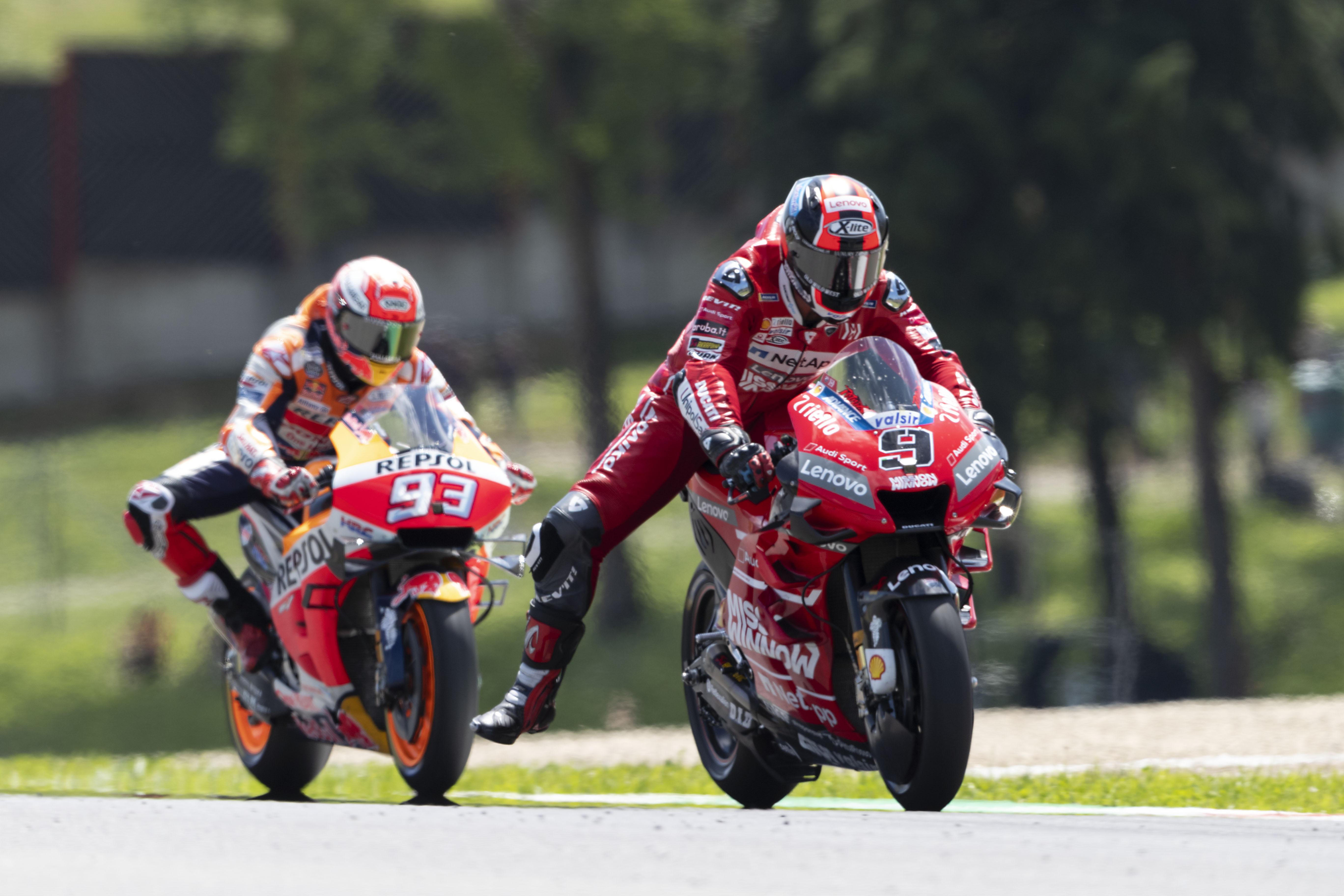
Petrucci (9) på väg mot sin första Grand Prix-seger, Mugello 2019. Marc Márquez i sällskap.

Danilo Petrucci, född 24 oktober 1990 i Terni, är en italiensk roadracingförare. Han tävlar sedan 2012 i MotoGP-klassen i världsmästerskapen i Grand Prix Roadracing.

## Tävlingskarriär
Petrucci blev 2011 italiensk Superstock-mästare och tvåa i FIM Superstock 1000 Cup. Han fick till säsongen 2012 kontrakt att köra VM i MotoGP-klassen med CRT-teamet Came IodaRacing Project. Han blev nittonde i VM och fortsatte i samma team 2013, då han blev sjuttonde man i VM-tabellen. Petrucci fortsatte i samma team 2014 men bytte motorcykel till ART (Aprilia). Till 2015 fick Petrucci kontrakt med Ducatis satellitstall Pramac Racing. Han motsvarade förväntningarna väl och tog Pramacs första pallplats sedan 2008 när han kom tvåa i Storbritanniens GP i regnet på Silverstonebanan. Petrucci blev tia i VM 2015. Han fortsatte hos Pramac Racing i MotoGP 2016. En elak skada på försäsongen hindrade Petruccis resultatutveckling. Han kom på 14:e plats i VM. Petrucci fortsatte hos Pramac Roadracing-VM 2017 där han fick tillgång till samma motorcykelmodell, Ducati Desmosedici GP 17, som fabriksförarna. Petrucci gjorde goda resultat, främst på våt vägbana. Han slogs om segern flera gånger, men kom som bäst tvåa på Assen och Misano och trea på Mugello och Motegi. Han kom på åttonde plats i VM. Petrucci fortsatte hos Pramac Ducati 2018 och kom på åttonde plats i VM med en andraplats i Frankrikes GP som bästa resultat.
Petrucci fick förtroendet att köra för Ducatis fabriksstall Roadracing-VM 2019. Han inledde stabilt med att vara bland de sex bästa i inledningen av säsongen och höjde sig sedan till toppnivå med sin första Grand Prix-seger hemma i Italien som säsongens höjdpunkt. Petrucci var då uppe på tredje plats i VM, men andra halvan av säsongen gick sämre och han slutade på sjätte plats. Petrucci fortsätter hos Ducati Roadracing-VM 2020.

### VM-säsonger
| Säsong | Klass  | VM- plac. | Poäng | 1/2/3- platser | Starter | Motorcykel | Team                    | Startnr |
| ------ | ------ | --------- | ----- | -------------- | ------- | ---------- | ----------------------- | ------- |
| 2012   | MotoGP | 19        | 27    | - / - / -      | 18      | Ioda-Suter | Came IodaRacing Project | 9       |
| 2013   | MotoGP | 17        | 19    | - / - / -      | 18      | Ioda-Suter | Octo IodaRacing Team    | 9       |
| 2014   | MotoGP | 20        | 17    | - / - / -      | 14      | ART        | Octo IodaRacing Team    | 9       |
| 2015   | MotoGP | 10        | 113   | - / 1 / -      | 18      | Ducati     | Pramac Racing           | 9       |
| 2016   | MotoGP | 14        | 75    | - / - / -      | 14      | Ducati     | Octo Pramac Yakhnich    | 9       |
| 2017   | MotoGP | 8         | 124   | - / 2 / 2      | 18      | Ducati     | Octo Pramac Racing      | 9       |
| 2018   | MotoGP | 8         | 144   | - / 1 / -      | 18      | Ducati     | Alma Pramac Racing      | 9       |
| 2019   | MotoGP | 6         | 176   | 1 / - / 2      | 19      | Ducati     | Ducati Team             | 9       |
| 2020   | MotoGP |           |       |                |         | Ducati     | Ducati Team             | 9       |

## Framskjutna placeringar
Uppdaterad till 2020-10-12.
| Nr | Grand Prix | År   |
| -- | ---------- | ---- |
| 1  | Italien    | 2019 |
| 2  | Frankrike  | 2020 |

| Nr | Grand Prix     | År   |
| -- | -------------- | ---- |
| 1  | Storbritannien | 2015 |
| 2  | TT Assen       | 2017 |
| 3  | San Marino     | 2017 |
| 4  | Frankrike      | 2018 |

| Nr | Grand Prix | År   |
| -- | ---------- | ---- |
| 1  | Italien    | 2017 |
| 2  | Japan      | 2017 |
| 3  | Frankrike  | 2019 |
| 4  | Katalonien | 2019 |